# Commissione Krever
La commissione reale d'inchiesta sul sistema sangue in Canada (Krever Inquiry o Krever Commission) è stata una commissione reale d'inchiesta costituita in Canada nel 1993 per investigare sulle accuse secondo cui il sistema di governo, organizzazioni private e organizzazioni non governative responsabili della fornitura di sangue e prodotti emoderivati al sistema sanitario avrebbero permesso l'utilizzo di sangue infetto.
La commissione è stata presieduta dal giudice Horace Krever, dal quale prende il nome.

## Antefatti
A partire dagli anni quaranta, il sistema sangue in Canada è stato in gran parte responsabilità della Croce Rossa canadese. Questa organizzazione indipendente non-profit ha fornito sangue agli ospedali oppure, se il sangue era scaduto, lo ha ceduto alla Connaught Laboratories, il principale produttore canadese di emoderivati. La Connaught era inizialmente una società senza scopo di lucro gestita dall'Università di Toronto ma negli anni ottanta è stata venduta ed è diventata un'impresa privata.
Il caso degli emoderivati infetti è emerso nei tardi anni settanta e si è protratto fino alla metà degli anni ottanta, con migliaia di persone infettate dall'HIV e dal virus dell'epatite C (HCV). Divenne chiaro che sangue inadeguatamente testato, spesso proveniente da popolazioni ad alto rischio, stava venendo immesso nel sistema sangue.
Almeno duemila persone sono state infettate con il virus HIV tra il 1980 e il 1985 mentre almeno trentamila persone sono state infettate con il virus dell'epatite C fino al 1990 dopo aver ricevuto trasfusioni di sangue o aver utilizzato emoderivati (principalmente fattori della coagulazione utilizzati dagli emofilici) prodotti attraverso il plasma di migliaia di donatori.
Nel 1985 divenne chiaro che diversi emolifici gravi canadesi erano infettati dall'HIV e nel 1993 il numero di infetti ha superato i 700. Nel corso degli anni ottanta venne riconosciuto che la trasmissione dell'infezione stava avvenendo anche attraverso le trasfusioni di sangue.
Per quanto riguarda la trasmissione dell'infezione da HCV, non essendo stato identificato l'agente eziologico fino al 1988, le misure di prevenzione attuate riguardavano solamente il virus dell'epatite B.

## Origini
Nei tardi anni ottanta diverse persone infettate dall'HIV attraverso il sangue o gli emoderivati infetti hanno richiesto una compensazione economica da parte del governo del Canada. Il 14 dicembre 1989 il governo ha annunciato un indennizzo di 120.000 dollari canadesi alle persone infettate a patto che desistessero dall'intraprendere alcuna azione legale. Nel maggio 1993, il governo della Nuova Scozia ha annunciato un provvedimento con cui si indeva fornire assistenza economica destinato non solo alle persone infettate ma anche ai loro coniugi (se infettati a loro volta) e ai familiari ancora in vita, sempre a patto che non venissero intraprese azioni legali nei confronti del governo.
Le altre province del Canada hanno accettato nel settembre 1993 di fornire supporto economico alle persone infettate, a patto che non solo il governo venisse sollevato dalle azioni legali ma che questa esenzione venisse estesa anche alle imprese farmaceutiche, agli ospedali, alle compagnie di assicurazione e agli operatori sanitari.
Diverse persone infettate hanno richiesto che venisse avviata un'indagine sugli eventi che hanno portato alla contaminazione del sangue e sulla sicurezza corrente del sistema sangue. Il sottocomitato sui problemi sanitari del comitato parlamentare per la Salute e il Benessere ha tenuto delle audizioni tra il novembre 1992 e l'aprile 1993 per stabilire le circostanze relative alla contaminazione del sangue e degli emoderivati e per rassicurare l'opinione pubblica sulla sicurezza del sistema trasfusionale.
Il 12 maggio 1993 il comitato parlamentare ha presentato una relazione in cui si affermava che il sistema sangue canadese «non ha risposto alla sfida dell'HIV/AIDS nel modo più rapido possibile», sebbene non fosse possibile determinare le precise ragioni del ritardo, soprattutto riguardo a due eventi chiave: l'introduzione della ricerca degli anticorpi anti-HIV sulle donazioni e l'introduzione di emoderivati trattati al calore per inattivare il virus HIV e ridurre il rischio di infezioni.
Il comitato ha raccomandato un'analisi globale del sistema sangue canadese attraverso una commissione d'inchiesta pubblica non solo per chiarire completamente gli eventi relativi alle infezioni degli anni ottanta ma anche per ridare fiducia da parte dei cittadini nel sistema sangue, preparandolo alle future sfide.
Il 16 settembre 1993 tutti i ministri della salute del Canada (a livello federale, provinciale e territoriale, ad eccezione di quello del Québec) si sono associati alla richiesta di istituzione di una commissione d'inchiesta. L'ordine con cui si dà avvio all'istituzione della commissione viene emesso il 4 ottobre 1993 e la commissione viene ufficialmente istituita il successivo 27 ottobre.

## Attività
La raccolta della documentazione ha avuto inizio nel 1993 ed è proseguita durante tutto il corso dell'inchiesta. Sono stati raccolti circa 175.000 documenti, per un numero di pagine compreso tra 800.000 e un milione, tutti letti e catalogati. Tra questi, circa 19.750 documenti sono stati utilizzati come prove.
Il giudice Krever ha deciso di dare la possibilità a tutte le persone in Canada che fossero infettate dai virus HIV o HCV in seguito all'utilizzo di sangue e emoderivati, o ai loro familiari, di esporre la loro esperienza davanti alla commissione d'inchiesta. Viene così dato avvio alla prima fase della raccolta delle testimonianze orali che si è svolta in ogni provincia tra il febbraio e il dicembre 1994 per un totale di 315 testimoni (oltre agli infettati e ai loro familiari, sono stati sentiti anche dipendenti dei centri trasfusionali della Croce Rossa, funzionari governativi e rappresentanti delle organizzazioni operanti nel settore dell'AIDS).
Il 15 febbraio 1995 viene pubblicato il rapporto preliminare incentrato sulla sicurezza attuale del sistema sangue.
La seconda fase di raccolta delle testimonianze si è svolta tra il marzo e il novembre 1995 e ha avuto come obiettivo l'approfondimento di tematiche più ampie di rilevanza nazionale riguardanti le azioni storiche e le relazioni dei partecipanti al sistema sangue del Canada. Sono stati ascoltati 48 testimoni durante più di 100 sedute pubbliche della commissione.
La terza fase di raccolta delle testimonianze è stata incentrata sull'organizzazione corrente sistema sangue in Canada e si è svolta tra il novembre e il dicembre 1995. Sono state organizzate delle tavole rotonde per discutere dei problemi ancora presenti nel sistema e sono stati studiati dei casi con la cooperazione delle maggiori organizzazioni facenti parte del sistema (come la Croce Rossa canadese, l'Agenzia per il Sangue Canadese, il governo canadese, la Società per l'Emofilia e l'associazione dei direttori delle cliniche per l'emofilia) per esaminare quali sono stati le modifiche ai processi decisionali a partire dagli anni ottanta.
Nel corso dell'attività della commissione d'inchiesta, sono state ascoltate in totale 474 persone in 247 sedute mentre sono state ricevute 89 memorie scritte da parte di persone o organizzazioni aventi interesse nel sistema sangue. Queste attività hanno portato alla raccolta di quasi centomila pagine di documentazione.

## Risultati
Il rapporto finale della commissione è stato sottoposto alla camera dei comuni il 26 novembre 1997. Tra le 93 raccomandazioni, si ha quella relativa alla creazione di agenzie sotto il controllo del governo federale per la raccolta del sangue in Canada. Inoltre, è stato raccomandato che venissero effettuati dei risarcimenti alle persone che hanno ricevuto sangue o emoderivati infetti.
Seguendo le raccomandazioni, nel 1998 la Croce Rossa canadese ha cessato le operazioni di raccolta del sangue ed è stata sostituita da due organizzazioni controllate dal governo: il Canadian Blood Services (CBS) e la Héma-Québec (HQ), quest'ultima operante solamente nella provincia del Québec.
Un mese dopo la pubblicazione del rapporto finale, la polizia canadese ha avviato un'indagine alla quale sono stati dedicati in via esclusiva 15 investigatori, coadiuvati da quattro procuratori. Dopo cinque anni di indagini, nel 2002 sono stati emessi 32 capi d'imputazione nei confronti di due funzionari di Health Canada, del capo del programma di donazione del sangue della Croce Rossa canadese e del vicepresidente della Armour Pharmaceutical, un'impresa con sede nel New Jersey che produce fattore VIII destinato alla cura dell'emofilia. Sia la Croce Rossa canadese che la Armour Pharmaceutical sono state imputate anche come società.
Il processo, conclusosi nel 2007, ha stabilito che non è stata posta in atto alcuna condotta criminale da parte dei quattro imputati in relazione alla diffusione di sangue ed emoderivati infetti.